# 阿斯兰·阿泰姆
阿斯兰·阿泰姆（土耳其語：Aslan Atem，1991年1月7日—），土耳其男子摔跤运动员。他曾代表土耳其参加匈牙利布达佩斯举办的2016年世界摔跤锦标赛，获得男子古典式80公斤级银牌。